# Shock Value
Shock Value (deutsch: Schockwert) ist das zweite Solo-Studioalbum des US-amerikanischen Musikproduzenten Timbaland. Es erschien am 30. März 2007 und erreichte in den Vereinigten Staaten bereits in der ersten Woche Platz 5 der Charts. In Deutschland erschien das Album am 20. April 2007.
Die erste Singleauskopplung des Albums war Give It to Me (mit Nelly Furtado & Justin Timberlake). In Deutschland erschien sie am 7. April und stieg in den Singlecharts bis auf Platz 3. In den USA und Großbritannien erreichte die Single die Spitzenposition.
In Deutschland schaffte es das Album auf Platz 5 und zu einer Platin-Auszeichnung. In Österreich konnte sich das Album insgesamt 47 Wochen in den Charts halten und erreichte am 11. Januar 2008 sogar die Höchstposition.

## Hintergrund
Nach den großen Erfolgen der Alben Loose, PCD und FutureSex/LoveSounds, die er überwiegend selbst produzierte, nahm Timbaland sein zweites Soloalbum auf.

## Musikstil
Auf dem Album sind größtenteils R&B-/Hip-Hop-Tracks (z. B. mit Nelly Furtado) zu finden, aber auch Pop-Duette mit Interpreten wie Elton John. Der musikalische Effekt ist, dass das Album bezogen auf die Bandbreite der Genres abwechslungsreich wirkt.

## Titelliste
| #  | Name                                 | Featuring                                  | Länge |
| -- | ------------------------------------ | ------------------------------------------ | ----- |
| 1  | Oh Timbaland                         | -                                          | 3:32  |
| 2  | Give It to Me                        | Nelly Furtado & Justin Timberlake          | 3:54  |
| 3  | Release                              | Justin Timberlake                          | 3:25  |
| 4  | The Way I Are                        | Keri Hilson & D.O.E.                       | 2:59  |
| 5  | Bounce                               | Dr. Dre, Missy Elliott & Justin Timberlake | 4:04  |
| 6  | Come and Get Me                      | 50 Cent & Tony Yayo                        | 3:30  |
| 7  | Kill Yourself                        | Sebastian & Attitude                       | 4:06  |
| 8  | Boardmeeting                         | Magoo                                      | 2:29  |
| 9  | Fantasy                              | Money                                      | 4:11  |
| 10 | Scream                               | Keri Hilson & Nicole Scherzinger           | 5:41  |
| 11 | Miscommunication                     | Keri Hilson & Sebastian                    | 3:19  |
| 12 | Bombay                               | Amar & Jim Beanz                           | 2:55  |
| 13 | Throw It on Me                       | The Hives                                  | 2:11  |
| 14 | Time                                 | She Wants Revenge                          | 3:57  |
| 15 | One and Only                         | Fall Out Boy                               | 4:16  |
| 16 | Apologize                            | OneRepublic                                | 3:04  |
| 17 | 2 Man Show                           | Elton John                                 | 4:25  |
| 18 | Hello (International Bonustrack)     | Keri Hilson & Attitude                     | 4:35  |
| 19 | Come Around (Double Disc Bonustrack) | M. I. A.                                   | 3:52  |

## Singles (deutschsprachiger Raum)

### Give It to Me
Give It to Me ist das erste Lied, das aus dem Album ausgekoppelt wurde und es ist eine Zusammenarbeit mit Nelly Furtado und Justin Timberlake. Jeder der drei Sänger singt eine Strophe allein, die jeweils gegen einen bestimmten Musiker gerichtet ist. Nelly Furtado richtet ihre Strophe gegen Fergie von den Black Eyed Peas, Justin Timberlake seine gegen Prince und Timbaland seine gegen Scott Storch. Grund dafür ist eine Kontroverse zwischen den jeweils aufgeführten Künstlern.
Das Lied wurde international erfolgreich und erreichte die Spitzenposition der Charts in Kanada, Großbritannien und den USA. Give It to Me ist Furtados dritter Nr.1-Hit in den USA (nach Say It Right und Promiscuous) sowie ebenfalls der dritte von Timbaland (nach Promiscuous und SexyBack). Ferner ist es Timberlakes vierter Nr.1-Hit in den USA nach SexyBack, My Love und What Goes Around... Comes Around. Auf dem europäischen Kontinent erreichte das Lied überall die Top 10, darunter Platz 3 in Deutschland und Österreich und Platz 6 in der Schweiz.

### The Way I Are
The Way I Are ist die zweite Single-Auskopplung des Albums. Bei dem Song handelt es sich um eine Koproduktion mit Danja und ist beim Label Interscope erschienen. Der Hauptact dieses Liedes ist die Sängerin Keri Hilson.
Dieses Lied ist abgekoppelt von My Love des von Timbaland produzierten Musikers Justin Timberlake.
Der Song erschien am 6. Juli in Deutschland, Österreich und der Schweiz unter zwei Versionen, einer Single und einer Maxi-Edition. 2007 erschien in Frankreich eine französische Version von The Way I Are von Timbaland und Tyssem.
In Deutschland erreichten Timbaland und Keri Hilson den 5. Platz, in Österreich Platz 4 und in der Schweiz konnte er sich auf Platz 3 positionieren. Außerdem war der Song Nummer-eins in Australien und Norwegen.

### Apologize
Apologize ist die dritte Auskopplung des Albums in Europa. In Amerika erschien zwischen The Way I Are und Apologize die Single Throw It on Me, eine Kollaboration zwischen Timbaland und The Hives. Bei Apologize handelt es sich um eine Kooperation mit OneRepublic, einer US-amerikanischen Pop-Rock-Band. Der Song wurde in Deutschland am 9. November 2007 als CD-Single veröffentlicht, in Österreich und der Schweiz am 2. Januar 2008.
Timbaland produzierte zusammen mit der Band einen Remix ihres Songs, welcher auf Timbalands Album Timbaland Presents: Shock Value zu hören ist. Diese Version von Apologize schaffte es in vielen Ländern an die Spitze der Charts, u. a. in Deutschland, Österreich und der Schweiz. Media Control listet Apologize als den umsatzstärksten Titel des Jahres 2008. Außerdem ist Apologize der Titelsong für den Film Keinohrhasen mit Til Schweiger.
Mit Apologize erhielten OneRepublic, die zuvor als Stars auf MySpace Music galten, internationale Aufmerksamkeit. Ihr Debüt-Album Dreaming Out Loud erschien in den USA am 20. November 2007 und in Europa am 7. Dezember 2007. Es enthält unter anderem die Originalversion und die Timbaland-Bearbeitung des Titels. Die Originalversion ist nie als CD-Single veröffentlicht worden.
In der am 6. Januar 2008 in den USA ausgestrahlten Folge Sabotage, der Serie Cold Case, wurde am Ende der Song Apologize als Hintergrundmusik verwendet. Am 26. Januar 2008 spielten sie ihren Song bei Wetten, dass..?, dort wurde ihnen auch eine Platin-Schallplatte für Apologize durch Til Schweiger überreicht.

### Scream
Die vierte Single-Auskopplung Scream ist eine Kollaboration mit Keri Hilson und Nicole Scherzinger von den Pussycat Dolls. Das Video zu Scream wurde gedreht von Justin Freancis.
Die Single erschien am 7. März 2008 in Deutschland. Sie stieg am 21. März auf Position 9 der deutschen Single-Charts ein und war insgesamt 12 Wochen lang in der Liste notiert.

## Rezensionen
Von Musikkritikern erhielt das Album meist nur eine durchschnittliche Bewertung. Metacritic errechnete eine Durchschnittsbewertung von 54 % aus 24 Besprechungen. Daraus resultiert das Prädikat "Mixed or average reviews" (dt. "gemischte oder durchschnittliche Bewertungen").
Laut.de vergibt 3 von 5 Sternen. Kritikerin Dani Fromm schreibt zu dem Album, dass es sehr gut produziert sei und die Rhythmik sehr gut zu den Song passe. Kritik findet sie bei einigen Sängern des Albums und zu lang gezogenen Songs.
Jody Rosen schreibt für Entertainment Weekly, dass einigen Hip-Hop-Fans das Album nicht gefallen werde, da Timbaland einige andere Musikrichtung anschlage. Dafür zeige Timbaland, dass in ihm ein Musikgenie stecke, der dem Hip-Hop etwas Neues gebe. Des Weiteren bezeichnet sie Timbaland als "den Duke Ellington des 21. Jahrhunderts". Als Gesamtnote vergibt sie die Schulnote "B", was einer deutschen zwei entspricht.
Steve Juon, Kritiker von rapreviews.com, gibt dem Album 8 von 10 Punkten. Er meint, dass Timbaland mit diesem Album zeige, dass seine Qualitäten im Produktionsbereich läge und seine Arbeit die auftretenden Interpreten sehr gut darstelle.
Saul Austerlitz vom Boston Globe meint, dass Timbaland es schaffe verschiedene Musikstile in diesem Album gut zu vereinen. Als besonderen Höhepunkt sieht er den Song One and Only den er zusammen mit Fall Out Boy produzierte.
Allmusic vergibt dem Album 2,5 von 5 Sternen. Kritiker Andy Kellman schreibt zu dem Album, dass es zu viele Songs gäbe, welche die Gesamtqualität nach unten ziehen. Dennoch findet er Lob an Timbalands Arbeit.
Matthias Reichel von cdstarts.de meint, dass das Album bis auf ein paar Ausrutschern viel Abwechslung biete und im Gegensatz zum Vorgängeralbum zeige, dass Timbaland ein gutes Gespür für die Produktion besitze.

## Kommerzieller Erfolg

### Chartplatzierungen

#### Album
| ChartsChartplatzierungen       | Höchstplatzierung | Wochen |
| ------------------------------ | ----------------- | ------ |
| Deutschland (GfK)              | 5 (60 Wo.)        | 60     |
| Österreich (Ö3)                | 1 (47 Wo.)        | 47     |
| Schweiz (IFPI)                 | 5 (58 Wo.)        | 58     |
| Vereinigte Staaten (Billboard) | 5 (53 Wo.)        | 53     |
| Vereinigtes Königreich (OCC)   | 2 (73 Wo.)        | 73     |

| ChartsJahrescharts (2007)      | Platzierung |
| ------------------------------ | ----------- |
| Deutschland (GfK)              | 22          |
| Österreich (Ö3)                | 47          |
| Schweiz (IFPI)                 | 15          |
| Vereinigte Staaten (Billboard) | 55          |
| Vereinigtes Königreich (OCC)   | 9           |

| ChartsJahrescharts (2008)      | Platzierung |
| ------------------------------ | ----------- |
| Deutschland (GfK)              | 35          |
| Österreich (Ö3)                | 46          |
| Schweiz (IFPI)                 | 38          |
| Vereinigte Staaten (Billboard) | 136         |
| Vereinigtes Königreich (OCC)   | 83          |

#### Singles
| Jahr | Titel         | Höchstplatzierung, Gesamtwochen, AuszeichnungChartplatzierungen (Jahr, Titel, , Platzierungen, Wochen, Auszeichnungen, Anmerkungen) | Höchstplatzierung, Gesamtwochen, AuszeichnungChartplatzierungen (Jahr, Titel, , Platzierungen, Wochen, Auszeichnungen, Anmerkungen) | Höchstplatzierung, Gesamtwochen, AuszeichnungChartplatzierungen (Jahr, Titel, , Platzierungen, Wochen, Auszeichnungen, Anmerkungen) | Höchstplatzierung, Gesamtwochen, AuszeichnungChartplatzierungen (Jahr, Titel, , Platzierungen, Wochen, Auszeichnungen, Anmerkungen) | Höchstplatzierung, Gesamtwochen, AuszeichnungChartplatzierungen (Jahr, Titel, , Platzierungen, Wochen, Auszeichnungen, Anmerkungen) | Anmerkungen                                                                                       |
| Jahr | Titel         | DE | AT | CH | UK | US | Anmerkungen                                                                                       |
| --- | ------------- | --- | --- | --- | --- | --- | ------------------------------------------------------------------------------------------------- |
| 2007 | Give It to Me | DE3 ×3Dreifachgold · (27 Wo.)DE | AT3 (34 Wo.)AT | CH6 Platin · (49 Wo.)CH | UK1 Platin · (35 Wo.)UK | US1 ×3Dreifachplatin · (26 Wo.)US                                                                                                   | Erstveröffentlichung: 6. April 2007 feat. Nelly Furtado & Justin Timberlake Verkäufe: + 4.212.500 |
| 2007 | The Way I Are | DE5 ×5Fünffachgold · (34 Wo.)DE | AT4 (36 Wo.)AT | CH3 Platin · (48 Wo.)CH | UK1 ×2Doppelplatin · (45 Wo.)UK | US3 ×3Dreifachplatin · (38 Wo.)US                                                                                                   | Erstveröffentlichung: 9. Juli 2007 feat. Keri Hilson, D.O.E. & Sebastian Verkäufe: 5.485.340      |
| 2007 | Apologize     | DE1 ×9Neunfachgold · (58 Wo.)DE | AT1 Platin · (35 Wo.)AT | CH1 ×3Dreifachplatin · (89 Wo.)CH                                                                                                   | UK3 ×2Doppelplatin · (46 Wo.)UK | US2 ×4Vierfachplatin + Platin (Mastertone) · (47 Wo.)US                                                                             | Erstveröffentlichung: 6. November 2007 Timbaland presents OneRepublic Verkäufe: 9.924.427         |
| 2007 | Scream        | DE9 (12 Wo.)DE | AT18 (16 Wo.)AT | CH45 (12 Wo.)CH | UK12 Silber · (18 Wo.)UK | — | Erstveröffentlichung: 11. Dezember 2007 feat. Keri Hilson & Nicole Scherzinger Verkäufe: 200.000  |
| Folgende Lieder erschienen nicht als Single, wurden aber durch das Album zum Download und Streaming bereitgestellt und konnten somit eine Platzierung erlangen: |               | | | | | |                                                                                                   |
| |               | | | | | |                                                                                                   |
| 2007 | Release       | — | — | — | — | US91 (1 Wo.)US | Charteinstieg: 21. April 2007 feat. Justin Timberlake                                             |

### Auszeichnungen für Musikverkäufe
| Land/Region                  | Auszeichnungen für Musikverkäufe (Land/Region, Auszeichnung, Verkäufe) | Verkäufe    |
| ---------------------------- | ---------------------------------------------------------------------- | ----------- |
| Australien (ARIA)            | 3× Platin                                                              | 210.000     |
| Belgien (BRMA)               | Gold                                                                   | 15.000      |
| Dänemark (IFPI)              | 2× Platin                                                              | 40.000      |
| Deutschland (BVMI)           | Platin                                                                 | 200.000     |
| Europa (IFPI)                | Platin                                                                 | (1.000.000) |
| Frankreich (SNEP)            | Gold                                                                   | 75.000      |
| Irland (IRMA)                | 3× Platin                                                              | 45.000      |
| Italien (FIMI)               | Gold                                                                   | 25.000      |
| Kanada (MC)                  | 3× Platin                                                              | 240.000     |
| Neuseeland (RMNZ)            | 3× Platin                                                              | 45.000      |
| Norwegen (IFPI)              | Gold                                                                   | 15.000      |
| Österreich (IFPI)            | Gold                                                                   | 10.000      |
| Polen (ZPAV)                 | 2× Platin                                                              | 40.000      |
| Russland (NFPF)              | 3× Platin                                                              | 60.000      |
| Schweden (IFPI)              | Gold                                                                   | 20.000      |
| Schweiz (IFPI)               | Platin                                                                 | 30.000      |
| Singapur (RIAS)              | Gold                                                                   | 5.000       |
| Ungarn (MAHASZ)              | Gold                                                                   | 3.000       |
| Vereinigte Staaten (RIAA)    | Platin                                                                 | 1.000.000   |
| Vereinigtes Königreich (BPI) | 3× Platin                                                              | 900.000     |
| Insgesamt                    | 6× Gold · 26× Platin ·                                                 | 2.978.000   |

Hauptartikel: Timbaland/Auszeichnungen für Musikverkäufe